# Bastille (Band)/Auszeichnungen für Musikverkäufe

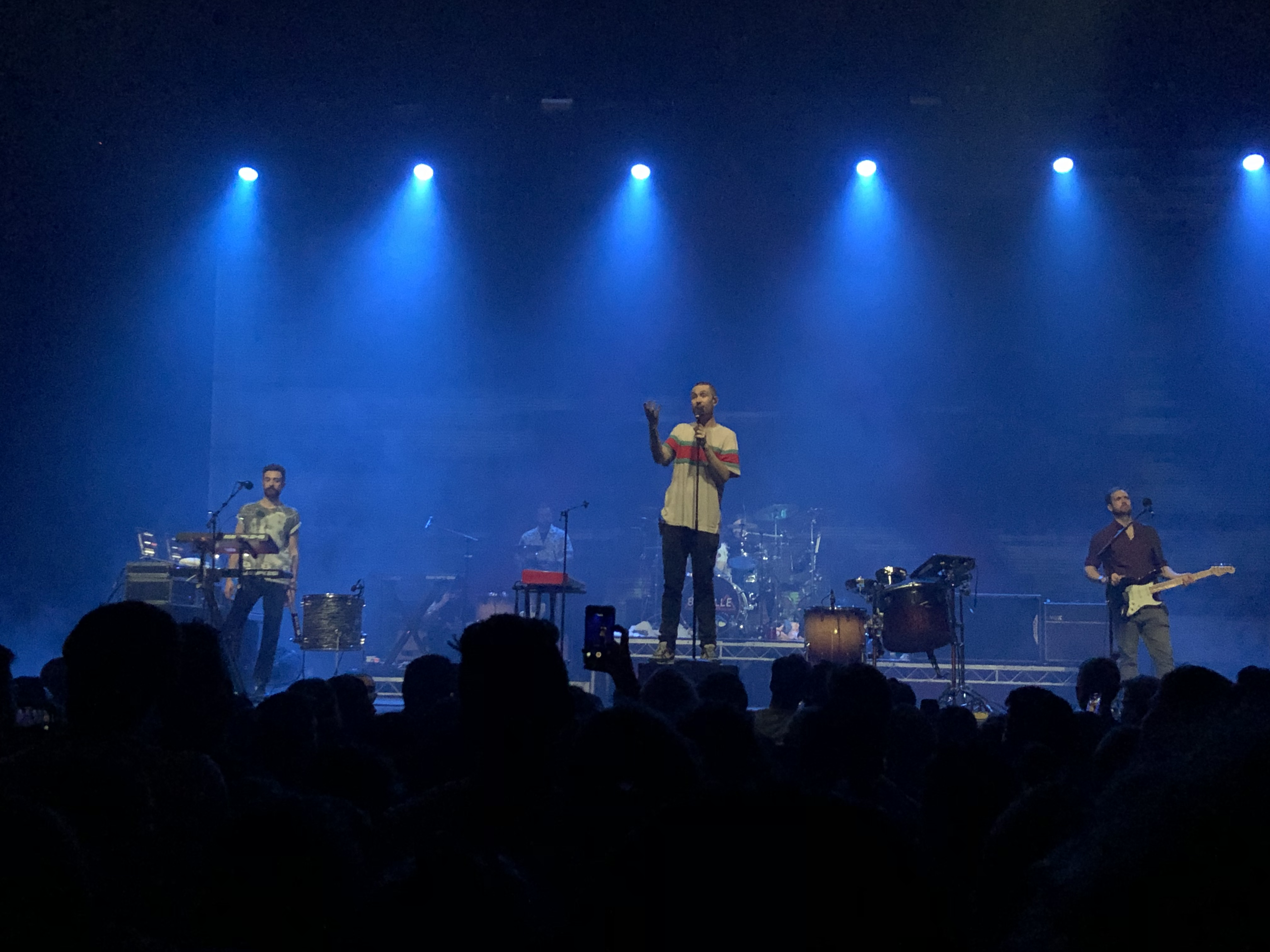
Bastille (2019)

Dies ist eine Übersicht über die Auszeichnungen für Musikverkäufe der britischen Indie-Rockband Bastille. Die Auszeichnungen finden sich nach ihrer Art (Gold, Platin usw.), nach Staaten getrennt in chronologischer Reihenfolge, geordnet sowie nach den Tonträgern selbst, ebenfalls in chronologischer Reihenfolge, getrennt nach Medium (Alben, Singles usw.), wieder.

## Auszeichnungen
| - Vereinigtes Königreich - 2018: für die Single Bad Blood - 2018: für die Single Oblivion - 2018: für die Single Laura Palmer - 2020: für die Single Send Them Off - 2020: für die Single Joy - 2020: für die Single Quarter Past Midnight - 2023: für das Album Give Me The Future - 2024: für das Lied Icarus - Australien - 2014: für das Album Bad Blood - Belgien - 2014: für das Album Bad Blood - Brasilien - 2015: für das Album Bad Blood - 2024: für die Single Another Place - 2024: für die Single Of the Night - Dänemark - 2014: für das Streaming Of the Night - Deutschland - 2014: für die Single Of the Night - 2016: für die Single Things We Lost in the Fire - 2019: für die Single Good Grief - 2023: für die Single Do They Know It’s Christmas? - Irland - 2013: für das Album Bad Blood - Italien - 2014: für die Single Laura Palmer - 2014: für die Single Of the Night - 2018: für die Single Do They Know It’s Christmas? - 2019: für das Album Bad Blood - Japan - 2024: für das Streaming Happier - Kanada - 2014: für das Album Bad Blood - Neuseeland - 2015: für die Single Things We Lost in the Fire - 2015: für die Single Of the Night - Niederlande - 2014: für das Album Bad Blood - Österreich - 2024: für die Single Things We Lost in the Fire - 2024: für die Single Of the Night - 2024: für die Single Good Grief - Polen - 2024: für die Single Head Down - Schweden - 2014: für das Album Bad Blood - Schweiz - 2013: für die Single Pompeii - Singapur - 2019: für das Album Bad Blood - Spanien - 2014: für das Streaming Pompeii - Südafrika - 2014: für das Album Bad Blood - Ungarn - 2022: für das Album Doom Days - 2025: für die Single Head Down - Vereinigte Staaten - 2015: für die Single Bad Blood - 2015: für die Single Flaws - Vereinigtes Königreich - 2014: für die Single Do They Know It’s Christmas? - 2016: für das Album Wild World - 2020: für die Single Things We Lost in the Fire - 2020: für die Single Bridge over Troubled Water - 2021: für die Single Flaws - 2022: für das Album Doom Days | - Belgien - 2019: für die Single Happier - 2024: für die Single Head Down - Brasilien - 2023: für die Single Run Into Trouble - 2024: für die Single Good Grief - Dänemark - 2024: für das Album Bad Blood - Deutschland - 2016: für das Album Bad Blood - Italien - 2017: für die Single Good Grief - Mexiko - 2014: für die Single Pompeii - Neuseeland - 2018: für das Album Bad Blood - Österreich - 2014: für das Album Bad Blood - Polen - 2016: für das Album Bad Blood - Schweden - 2014: für die Single Of the Night - Vereinigte Staaten - 2018: für das Album Bad Blood - Vereinigtes Königreich - 2016: für die Single Of the Night - 2019: für die Single I Know You - Deutschland - 2023: für die Single Happier - Australien - 2021: für die Single Of the Night - Belgien - 2016: für die Single Pompeii - Dänemark - 2013: für das Streaming Pompeii - 2022: für die Single Happier - Italien - 2019: für die Single Happier - Spanien - 2024: für die Single Happier - 2024: für die Single Pompeii - Vereinigtes Königreich - 2024: für die Single Good Grief - Deutschland - 2023: für die Single Pompeii | - Dänemark - 2025: für die Single Pompeii - Italien - 2014: für die Single Pompeii - Kanada - 2014: für die Single Pompeii - Österreich - 2024: für die Single Happier - 2024: für die Single Pompeii - Portugal - 2020: für die Single Happier - Schweden - 2019: für die Single Happier - Vereinigtes Königreich - 2017: für das Album Bad Blood - 2022: für die Single Happier - Mexiko - 2019: für die Single Happier - Polen - 2021: für die Single Happier - Neuseeland - 2024: für die Single Pompeii - Australien - 2019: für die Single Happier - Kanada - 2019: für die Single Happier - Neuseeland - 2024: für die Single Happier - Vereinigte Staaten - 2018: für die Single Pompeii - Vereinigtes Königreich - 2023: für die Single Pompeii - Schweden - 2016: für die Single Pompeii - Australien - 2021: für die Single Pompeii - Frankreich - 2022: für die Single Happier - Vereinigte Staaten - 2024: für die Single Happier - Brasilien - 2024: für die Single Pompeii - Brasilien - 2024: für die Single Happier |

## Auszeichnungen nach Alben

### Bad Blood
| Land/Region                  | Auszeichnungen für Musikverkäufe (Land/Region, Auszeichnung, Verkäufe) | Verkäufe  |
| ---------------------------- | ---------------------------------------------------------------------- | --------- |
| Australien (ARIA)            | Gold                                                                   | 35.000    |
| Belgien (BRMA)               | Gold                                                                   | 15.000    |
| Brasilien (PMB)              | Gold                                                                   | 20.000    |
| Dänemark (IFPI)              | Platin                                                                 | 20.000    |
| Deutschland (BVMI)           | Platin                                                                 | 200.000   |
| Irland (IRMA)                | Gold                                                                   | 7.500     |
| Italien (FIMI)               | Gold                                                                   | 25.000    |
| Kanada (MC)                  | Gold                                                                   | 40.000    |
| Neuseeland (RMNZ)            | Platin                                                                 | 15.000    |
| Niederlande (NVPI)           | Gold                                                                   | 25.000    |
| Österreich (IFPI)            | Platin                                                                 | 15.000    |
| Polen (ZPAV)                 | Platin                                                                 | 20.000    |
| Schweden (IFPI)              | Gold                                                                   | 20.000    |
| Singapur (RIAS)              | Gold                                                                   | 5.000     |
| Südafrika (RISA)             | Gold                                                                   | 20.000    |
| Vereinigte Staaten (RIAA)    | Platin                                                                 | 1.000.000 |
| Vereinigtes Königreich (BPI) | 3× Platin                                                              | 975.000   |
| Insgesamt                    | 10× Gold · 9× Platin ·                                                 | 2.457.500 |

### Wild World
| Land/Region                  | Auszeichnungen für Musikverkäufe (Land/Region, Auszeichnung, Verkäufe) | Verkäufe |
| ---------------------------- | ---------------------------------------------------------------------- | -------- |
| Vereinigtes Königreich (BPI) | Gold                                                                   | 100.000  |
| Insgesamt                    | 1× Gold ·                                                              | 100.000  |

### Doom Days
| Land/Region                  | Auszeichnungen für Musikverkäufe (Land/Region, Auszeichnung, Verkäufe) | Verkäufe |
| ---------------------------- | ---------------------------------------------------------------------- | -------- |
| Ungarn (MAHASZ)              | Gold                                                                   | 2.000    |
| Vereinigtes Königreich (BPI) | Gold                                                                   | 100.000  |
| Insgesamt                    | 2× Gold ·                                                              | 102.000  |

### Give Me the Future
| Land/Region                  | Auszeichnungen für Musikverkäufe (Land/Region, Auszeichnung, Verkäufe) | Verkäufe |
| ---------------------------- | ---------------------------------------------------------------------- | -------- |
| Vereinigtes Königreich (BPI) | Silber                                                                 | 60.000   |
| Insgesamt                    | 1× Silber ·                                                            | 60.000   |

## Auszeichnungen nach Singles

### Flaws
| Land/Region                  | Auszeichnungen für Musikverkäufe (Land/Region, Auszeichnung, Verkäufe) | Verkäufe |
| ---------------------------- | ---------------------------------------------------------------------- | -------- |
| Vereinigte Staaten (RIAA)    | Gold                                                                   | 500.000  |
| Vereinigtes Königreich (BPI) | Gold                                                                   | 400.000  |
| Insgesamt                    | 2× Gold ·                                                              | 900.000  |

### Pompeii
| Land/Region                  | Auszeichnungen für Musikverkäufe (Land/Region, Auszeichnung, Verkäufe) | Verkäufe   |
| ---------------------------- | ---------------------------------------------------------------------- | ---------- |
| Australien (ARIA)            | 9× Platin                                                              | 630.000    |
| Belgien (BRMA)               | 2× Platin                                                              | 60.000     |
| Brasilien (PMB)              | 2× Diamant                                                             | 500.000    |
| Dänemark (IFPI)              | 3× Platin                                                              | 270.000    |
| Deutschland (BVMI)           | 5× Gold                                                                | 750.000    |
| Italien (FIMI)               | 3× Platin                                                              | 120.000    |
| Kanada (MC)                  | 3× Platin                                                              | 240.000    |
| Mexiko (AMPROFON)            | Platin                                                                 | 60.000     |
| Neuseeland (RMNZ)            | 5× Platin                                                              | 150.000    |
| Österreich (IFPI)            | 3× Platin                                                              | 90.000     |
| Schweden (IFPI)              | 7× Platin                                                              | 280.000    |
| Schweiz (IFPI)               | Gold                                                                   | 15.000     |
| Spanien (Promusicae)         | 2× Platin                                                              | 120.000    |
| Vereinigte Staaten (RIAA)    | 6× Platin                                                              | 6.000.000  |
| Vereinigtes Königreich (BPI) | 6× Platin                                                              | 3.600.000  |
| Insgesamt                    | 2× Gold · 52× Platin · 2× Diamant ·                                    | 12.885.000 |

### Laura Palmer
| Land/Region                  | Auszeichnungen für Musikverkäufe (Land/Region, Auszeichnung, Verkäufe) | Verkäufe |
| ---------------------------- | ---------------------------------------------------------------------- | -------- |
| Italien (FIMI)               | Gold                                                                   | 15.000   |
| Vereinigtes Königreich (BPI) | Silber                                                                 | 200.000  |
| Insgesamt                    | 1× Silber · 1× Gold ·                                                  | 215.000  |

### Things We Lost in the Fire
| Land/Region                  | Auszeichnungen für Musikverkäufe (Land/Region, Auszeichnung, Verkäufe) | Verkäufe |
| ---------------------------- | ---------------------------------------------------------------------- | -------- |
| Deutschland (BVMI)           | Gold                                                                   | 150.000  |
| Neuseeland (RMNZ)            | Gold                                                                   | 7.500    |
| Österreich (IFPI)            | Gold                                                                   | 15.000   |
| Vereinigtes Königreich (BPI) | Gold                                                                   | 400.000  |
| Insgesamt                    | 4× Gold ·                                                              | 572.500  |

### Of the Night
| Land/Region                  | Auszeichnungen für Musikverkäufe (Land/Region, Auszeichnung, Verkäufe) | Verkäufe |
| ---------------------------- | ---------------------------------------------------------------------- | -------- |
| Australien (ARIA)            | 2× Platin                                                              | 140.000  |
| Brasilien (PMB)              | Gold                                                                   | 30.000   |
| Deutschland (BVMI)           | Gold                                                                   | 150.000  |
| Italien (FIMI)               | Gold                                                                   | 15.000   |
| Neuseeland (RMNZ)            | Gold                                                                   | 7.500    |
| Österreich (IFPI)            | Gold                                                                   | 15.000   |
| Schweden (IFPI)              | Platin                                                                 | 40.000   |
| Vereinigtes Königreich (BPI) | Platin                                                                 | 600.000  |
| Insgesamt                    | 5× Gold · 4× Platin ·                                                  | 997.500  |

### Bad Blood
| Land/Region                  | Auszeichnungen für Musikverkäufe (Land/Region, Auszeichnung, Verkäufe) | Verkäufe |
| ---------------------------- | ---------------------------------------------------------------------- | -------- |
| Vereinigte Staaten (RIAA)    | Gold                                                                   | 500.000  |
| Vereinigtes Königreich (BPI) | Silber                                                                 | 200.000  |
| Insgesamt                    | 1× Silber · 1× Gold ·                                                  | 700.000  |

### Oblivion
| Land/Region                  | Auszeichnungen für Musikverkäufe (Land/Region, Auszeichnung, Verkäufe) | Verkäufe |
| ---------------------------- | ---------------------------------------------------------------------- | -------- |
| Vereinigtes Königreich (BPI) | Silber                                                                 | 200.000  |
| Insgesamt                    | 1× Silber ·                                                            | 200.000  |

### Do They Know It’s Christmas?
| Land/Region                  | Auszeichnungen für Musikverkäufe (Land/Region, Auszeichnung, Verkäufe) | Verkäufe |
| ---------------------------- | ---------------------------------------------------------------------- | -------- |
| Deutschland (BVMI)           | Gold                                                                   | 200.000  |
| Italien (FIMI)               | Gold                                                                   | 25.000   |
| Vereinigtes Königreich (BPI) | Gold                                                                   | 526.000  |
| Insgesamt                    | 3× Gold ·                                                              | 751.000  |

### Good Grief
| Land/Region                  | Auszeichnungen für Musikverkäufe (Land/Region, Auszeichnung, Verkäufe) | Verkäufe  |
| ---------------------------- | ---------------------------------------------------------------------- | --------- |
| Brasilien (PMB)              | Platin                                                                 | 60.000    |
| Deutschland (BVMI)           | Gold                                                                   | 200.000   |
| Italien (FIMI)               | Platin                                                                 | 50.000    |
| Österreich (IFPI)            | Gold                                                                   | 15.000    |
| Vereinigtes Königreich (BPI) | 2× Platin                                                              | 1.200.000 |
| Insgesamt                    | 2× Gold · 4× Platin ·                                                  | 1.525.000 |

### Send Them Off
| Land/Region                  | Auszeichnungen für Musikverkäufe (Land/Region, Auszeichnung, Verkäufe) | Verkäufe |
| ---------------------------- | ---------------------------------------------------------------------- | -------- |
| Vereinigtes Königreich (BPI) | Silber                                                                 | 200.000  |
| Insgesamt                    | 1× Silber ·                                                            | 200.000  |

### Bridge over Troubled Water
| Land/Region                  | Auszeichnungen für Musikverkäufe (Land/Region, Auszeichnung, Verkäufe) | Verkäufe |
| ---------------------------- | ---------------------------------------------------------------------- | -------- |
| Vereinigtes Königreich (BPI) | Gold                                                                   | 400.000  |
| Insgesamt                    | 1× Gold ·                                                              | 400.000  |

### I Know You
| Land/Region                  | Auszeichnungen für Musikverkäufe (Land/Region, Auszeichnung, Verkäufe) | Verkäufe |
| ---------------------------- | ---------------------------------------------------------------------- | -------- |
| Vereinigtes Königreich (BPI) | Platin                                                                 | 600.000  |
| Insgesamt                    | 1× Platin ·                                                            | 600.000  |

### Quarter Past Midnight
| Land/Region                  | Auszeichnungen für Musikverkäufe (Land/Region, Auszeichnung, Verkäufe) | Verkäufe |
| ---------------------------- | ---------------------------------------------------------------------- | -------- |
| Vereinigtes Königreich (BPI) | Silber                                                                 | 200.000  |
| Insgesamt                    | 1× Silber ·                                                            | 200.000  |

### Happier
| Land/Region                  | Auszeichnungen für Musikverkäufe (Land/Region, Auszeichnung, Verkäufe) | Verkäufe   |
| ---------------------------- | ---------------------------------------------------------------------- | ---------- |
| Australien (ARIA)            | 6× Platin                                                              | 420.000    |
| Belgien (BRMA)               | Platin                                                                 | 40.000     |
| Brasilien (PMB)              | 6× Diamant                                                             | 960.000    |
| Dänemark (IFPI)              | 2× Platin                                                              | 180.000    |
| Deutschland (BVMI)           | 3× Gold                                                                | 600.000    |
| Frankreich (SNEP)            | Diamant                                                                | 333.333    |
| Italien (FIMI)               | 2× Platin                                                              | 100.000    |
| Kanada (MC)                  | 6× Platin                                                              | 480.000    |
| Mexiko (AMPROFON)            | 7× Gold                                                                | 210.000    |
| Neuseeland (RMNZ)            | 6× Platin                                                              | 180.000    |
| Österreich (IFPI)            | 3× Platin                                                              | 90.000     |
| Polen (ZPAV)                 | 4× Platin                                                              | 200.000    |
| Portugal (AFP)               | 3× Platin                                                              | 30.000     |
| Schweden (IFPI)              | 3× Platin                                                              | 240.000    |
| Spanien (Promusicae)         | 2× Platin                                                              | 120.000    |
| Vereinigte Staaten (RIAA)    | Diamant                                                                | 10.000.000 |
| Vereinigtes Königreich (BPI) | 3× Platin                                                              | 1.800.000  |
| Insgesamt                    | 2× Gold · 45× Platin · 8× Diamant ·                                    | 15.983.333 |

### Joy
| Land/Region                  | Auszeichnungen für Musikverkäufe (Land/Region, Auszeichnung, Verkäufe) | Verkäufe |
| ---------------------------- | ---------------------------------------------------------------------- | -------- |
| Vereinigtes Königreich (BPI) | Silber                                                                 | 200.000  |
| Insgesamt                    | 1× Silber ·                                                            | 200.000  |

### Another Place
| Land/Region     | Auszeichnungen für Musikverkäufe (Land/Region, Auszeichnung, Verkäufe) | Verkäufe |
| --------------- | ---------------------------------------------------------------------- | -------- |
| Brasilien (PMB) | Gold                                                                   | 20.000   |
| Insgesamt       | 1× Gold ·                                                              | 20.000   |

### Run Into Trouble
| Land/Region     | Auszeichnungen für Musikverkäufe (Land/Region, Auszeichnung, Verkäufe) | Verkäufe |
| --------------- | ---------------------------------------------------------------------- | -------- |
| Brasilien (PMB) | Platin                                                                 | 80.000   |
| Insgesamt       | 1× Platin ·                                                            | 80.000   |

### Head Down
| Land/Region     | Auszeichnungen für Musikverkäufe (Land/Region, Auszeichnung, Verkäufe) | Verkäufe |
| --------------- | ---------------------------------------------------------------------- | -------- |
| Belgien (BRMA)  | Platin                                                                 | 20.000   |
| Polen (ZPAV)    | Gold                                                                   | 25.000   |
| Ungarn (MAHASZ) | Gold                                                                   | 2.000    |
| Insgesamt       | 2× Gold · 1× Platin ·                                                  | 47.000   |

## Auszeichnungen nach Liedern

### Icarus
| Land/Region                  | Auszeichnungen für Musikverkäufe (Land/Region, Auszeichnung, Verkäufe) | Verkäufe |
| ---------------------------- | ---------------------------------------------------------------------- | -------- |
| Vereinigtes Königreich (BPI) | Silber                                                                 | 200.000  |
| Insgesamt                    | 1× Silber ·                                                            | 200.000  |

## Auszeichnungen nach Musikstreamings

### Pompeii
| Land/Region          | Auszeichnungen für Musikverkäufe (Land/Region, Auszeichnung, Verkäufe) | Verkäufe  |
| -------------------- | ---------------------------------------------------------------------- | --------- |
| Dänemark (IFPI)      | 2× Platin                                                              | 5.200.000 |
| Spanien (Promusicae) | Gold                                                                   | 4.000.000 |
| Insgesamt            | 1× Gold · 2× Platin ·                                                  | 9.200.000 |

### Of the Night
| Land/Region     | Auszeichnungen für Musikverkäufe (Land/Region, Auszeichnung, Verkäufe) | Verkäufe |
| --------------- | ---------------------------------------------------------------------- | -------- |
| Dänemark (IFPI) | Gold                                                                   | 900.000  |
| Insgesamt       | 1× Gold ·                                                              | 900.000  |

### Happier
| Land/Region  | Auszeichnungen für Musikverkäufe (Land/Region, Auszeichnung, Verkäufe) | Verkäufe   |
| ------------ | ---------------------------------------------------------------------- | ---------- |
| Japan (RIAJ) | Gold                                                                   | 50.000.000 |
| Insgesamt    | 1× Gold ·                                                              | 50.000.000 |

## Statistik und Quellen
| Land/RegionAuszeichnungen für Musikverkäufe (Land/Region, Auszeichnungen, Verkäufe, Quellen) | Silber     | Gold       | Platin         | Diamant       | Verkäufe   | Quellen                 |
| -------------------------------------------------------------------------------------------- | ---------- | ---------- | -------------- | ------------- | ---------- | ----------------------- |
| Australien (ARIA)                                                                            | —          | Gold1      | 17× Platin17   | —             | 1.225.000  | aria.com.au             |
| Belgien (BRMA)                                                                               | —          | Gold1      | 4× Platin4     | —             | 135.000    | ultratop.be             |
| Brasilien (PMB)                                                                              | —          | 3× Gold3   | 2× Platin2     | 8× Diamant8   | 1.670.000  | pro-musicabr.org.br     |
| Dänemark (IFPI)                                                                              | —          | Gold1      | 8× Platin8     | —             | 470.000    | ifpi.dk                 |
| Deutschland (BVMI)                                                                           | —          | 6× Gold6   | 4× Platin4     | —             | 2.250.000  | musikindustrie.de       |
| Frankreich (SNEP)                                                                            | —          | —          | —              | Diamant1      | 333.333    | snepmusique.com         |
| Irland (IRMA)                                                                                | —          | Gold1      | —              | —             | 7.500      | irishcharts.ie          |
| Italien (FIMI)                                                                               | —          | 4× Gold4   | 6× Platin6     | —             | 350.000    | fimi.it                 |
| Japan (RIAJ)                                                                                 | —          | Gold1      | —              | —             | —          | riaj.or.jp              |
| Kanada (MC)                                                                                  | —          | Gold1      | 9× Platin9     | —             | 760.000    | musiccanada.com         |
| Mexiko (AMPROFON)                                                                            | —          | Gold1      | 4× Platin4     | —             | 270.000    | amprofon.com.mx         |
| Neuseeland (RMNZ)                                                                            | —          | 2× Gold2   | 12× Platin12   | —             | 360.000    | radioscope.co.nz NZ2    |
| Niederlande (NVPI)                                                                           | —          | Gold1      | —              | —             | 25.000     | nvpi.nl                 |
| Österreich (IFPI)                                                                            | —          | 3× Gold3   | 7× Platin7     | —             | 240.000    | ifpi.at                 |
| Polen (ZPAV)                                                                                 | —          | Gold1      | 5× Platin5     | —             | 245.000    | olis.pl                 |
| Portugal (AFP)                                                                               | —          | —          | 3× Platin3     | —             | 30.000     | Einzelnachweise         |
| Schweden (IFPI)                                                                              | —          | Gold1      | 11× Platin11   | —             | 580.000    | sverigetopplistan.se    |
| Schweiz (IFPI)                                                                               | —          | Gold1      | —              | —             | 15.000     | hitparade.ch            |
| Singapur (RIAS)                                                                              | —          | Gold1      | —              | —             | 5.000      | rias.org.sg             |
| Spanien (Promusicae)                                                                         | —          | Gold1      | 4× Platin4     | —             | 240.000    | elportaldemusica.es ES2 |
| Südafrika (RISA)                                                                             | —          | Gold1      | —              | —             | 20.000     | Einzelnachweise         |
| Ungarn (MAHASZ)                                                                              | —          | 2× Gold2   | —              | —             | 4.000      | slagerlistak.hu         |
| Vereinigte Staaten (RIAA)                                                                    | —          | 2× Gold2   | 7× Platin7     | Diamant1      | 18.000.000 | riaa.com                |
| Vereinigtes Königreich (BPI)                                                                 | 8× Silber8 | 6× Gold6   | 16× Platin16   | —             | 12.161.000 | bpi.co.uk               |
| Insgesamt                                                                                    | 8× Silber8 | 42× Gold42 | 119× Platin119 | 10× Diamant10 |            |                         |